# Chris Tynan
Pour les articles homonymes, voir Tynan.
Pas d'image ? Cliquez ici

b Matchs officiels uniquement.
Dernière mise à jour le 12 janvier 2024.
Christopher James Calhoun Tynan, né le 11 juillet 1966 à Vancouver (Canada), est un joueur de rugby à XV canadien, évoluant au poste de demi de mêlée pour l'équipe nationale du  Canada.

## Carrière

### équipe nationale
Chris Tynan a connu 20 sélections internationales en équipe du Canada, il fait ses débuts le 14 novembre 1987 contre les États-Unis. Sa dernière apparition canadienne a lieu le 6 juin 1998 contre la même équipe. 
Il joue trois matchs de Coupe du Monde 1991, où le Canada termine quart-de-finaliste.

## Palmarès

### Sélections nationales
- 20 sélections en équipe du Canada
- 3 essais, 1 transformation
- 14 points
- Nombre de sélections par année : 1 en 1987, 1 en 1988, 3 en 1990, 5 en 1991, 1 en 1992, 4 en 1993, 2 en 1996, 2 en 1997, 1 en 1998.

- Participation à la Coupe du Monde 1991 (3 matchs disputés, 3 comme titulaire).